# Antonije Isaković
Antonije Isaković (serbisch-kyrillisch Антоније Исаковић; * 6. November 1923 in Rača, Königreich Jugoslawien; † 13. Januar 2002 Belgrad, Bundesrepublik Jugoslawien) war ein jugoslawischer und später serbischer Schriftsteller und Politiker.

## Leben

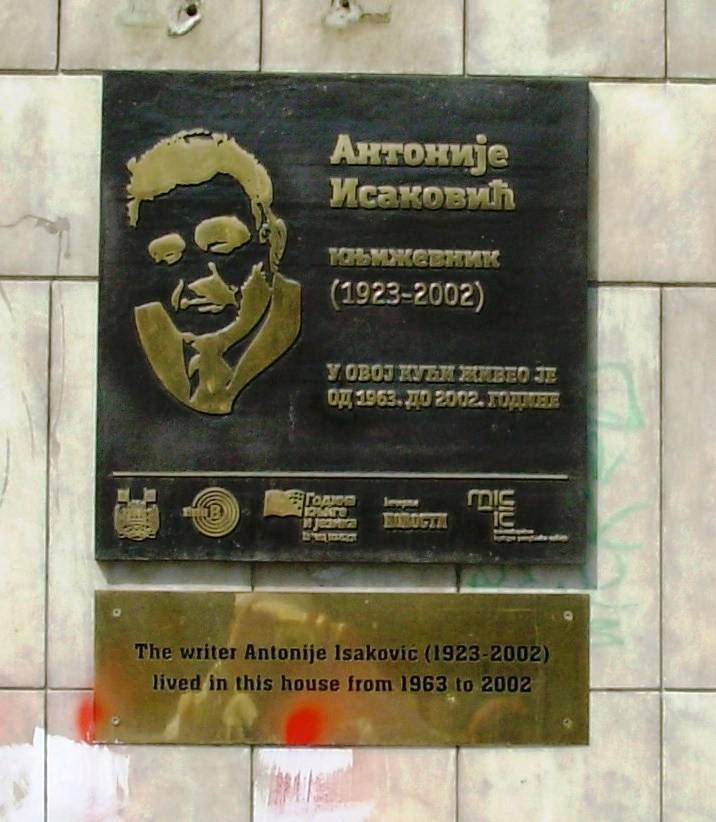
Gedenktafel am von ihm, von 1963 bis 2002, bewohnten Haus in Belgrad

Isaković spielte eine führende Rolle in der Widerstandsbewegung während des Zweiten Weltkrieges. Nach dem Krieg wurde er Abgeordneter in der Volksvertretung. Er war Direktor des Verlages Prosveta. 1980–1992 war er Vorsitzender der Serbischen Akademie der Wissenschaften und Künste. Er war maßgeblich an der Erstellung des SANU-Memorandums beteiligt. In den 1990er Jahren war er Mitglied der Socijalistička Partija Srbije, Parlamentsmitglied und einer der Stellvertreter des serbischen Präsidenten Slobodan Milošević, zu dem er jedoch später auf Distanz ging.

## Werke
Isaković war Publizist. Er verfasste Erzählungen und Drehbücher, die den Volksbefreiungskampf thematisieren, in späterer Zeit auch den Stalinismus (Tren, 1976 mit dem Andrić-Preis ausgezeichnet). Seine Werke sind hervorragend strukturiert und zeichnen sich auch durch psychologisch gute Schilderungen aus.
- Velika deca, Erzählungen, Belgrad 1953
- Paprat i vatra, Erzählungen, Belgrad 1962
- Pripovetke, 1964
- Prazni bregovi, Erzählungen, Belgrad 1969
- Sabrana dela 5 Bde. Belgrad 1976
- Tren 1, Roman, Belgrad 1976
- Sabrana dela, 5 Bde., 1976–82
- Tren 2, Roman, Belgrad 1982
- Berlin kaputt, Belgrad 1982
- Obraz, Erzählungen, 1988
- Govori i razgovori, 1990
- U znaku aprila: i druge priče, Belgrad 1991
- Miran zločin, Roman, Belgrad 1992
- Drugi deo mog veka: da se ne zaboravi, 1993
- Gospodar i sluge, Roman, Belgrad 1995
- Riba, 1998
- Nestajanje, 2000

Drehbücher:
- Aleksa Dundić, 1958 (Regie: Leonid Lukov)
- Jedini izlaz, 1958 (Regie: Aleksandar Petrović/Vicko Raspor)
- Dve noći u jednom danu, 1963 (Regie: Radenko Ostojić)
- Drei (Tri), 1965 (Regie: Aleksandar Petrović)
- Tren, 1978 (Regie: Stole Janković)
- Berlin kaputt, 1981 (Regie: Milivoje Milošević)